# 미시 페러그림
미시 페러그림(Missy Peregrym, 1982년 6월 16일 ~ )은 캐나다의 배우, 전직 모델이다.

## 출연 작품

### 영화
- 캣우먼 (2004)
- 스틱 잇 (2006)
- Something Red (2011)
- 백컨트리 - 야생곰의 습격 (2014)
- 파이와켓: 죽음의 주문 (2017)

### 텔레비전
- 다크 엔젤 (2002)
- 나노인간 제이크 (2003)
- 트루 콜링 (2003)
- 스몰빌 (2004)
- 안드로메다 (2004)
- Life as We Know It (2004)
- 히어로즈 (2007)
- 리퍼 (2007-09)
- 루키 블루 (2010-15)
- 모티브 (2016)
- 하와이 파이브-0 (2016)
- 로앤오더: 성범죄 전담반 (2017)
- 세이빙 호프 (2017)
- 나이트 시프트 (2017)
- 반 헬싱(2017-18, Van Helsing)
- FBI (2018-현재)
- FBI: 인터내셔널 (2021)
- FBI: 모스트 원티드 (2021-23)